# Flashback
 For alternative betydninger, se Flashback (flertydig). (Se også artikler, som begynder med Flashback)
Flashback er psykologisk at genopleve en tidligere begivenhed.
I diverse kunstformer, bl.a. film eller bøger, anvendes flashbacks til f.eks. at fortælle en figurs tidligere oplevelser, eventuelt med relevans for den aktuelle situation eller plottet.
| Tid | Spire Denne artikel om tid eller kalendere er en spire som bør udbygges. Du er velkommen til at hjælpe Wikipedia ved at udvide den. |